# Campeonato de Portugal de Velocidade de 2023
O Campeonato de Portugal de Velocidade de 2023 foi disputada em quatro eventos, com três provas em Portugal e uma em Espanha.

## Calendário de Provas para 2023
| Data           | Prova     |
| -------------- | --------- |
| 6/7-Maio       | Portimão  |
| 10/11-Junho    | Jarama    |
| 1/2-Julho      | Vila Real |
| 25/26-Novembro | Estoril   |

A prova agendada para o Circuito de Jerez, nos dias 21 e 22 de Outubro, foi apenas pontuável para o Iberian Supercars Endurance

## Divisões[2]
- GT4 Pro - duplas Silver/Bronze ou Gold/Bronze - dois pilotos por carro da categoria GT4;
- GT4 Bronze - apenas para pilotos Bronze - possibilidade de um só piloto por carro da categoria GT4;
- GTX - um ou dois pilotos por carro, classe dedicada a carros GT4 com homologações SRO anteriores ou outros carros de GT aprovados pela organização;
- Cup - um ou dois pilotos por carro, modelos 997 Cup e 911.1 Cup que competiram nas Porsche Carrera Cup;
- TCR - um ou dois pilotos por carro da categoria TCR sem categorização necessária;
- TC - um ou dois pilotos por carro, viaturas oriundas dos troféus monomarca ou outras competições de carros de Turismo;
- M2 - um ou dois pilotos por carro, apenas poderão competir os viaturas BMW M2 Racing Cup.

Os condutores e concorrentes pontuaram para os seguintes Campeonatos Absolutos: 
• CPV/Supercars Endurance de Grande Turismo - Absoluto 
• CPV/Supercars Endurance de Turismo - Absoluto 
• CPV/Supercars Endurance GTC - Absoluto

## Pré-Temporada de 2023
Na sua primeira temporada no Iberian Supercars Endurance, competição que tem três corridas em conjunto com o Campeonato de Portugal de Velocidade, o duo português Luís Calheiros/Paulo Macedo iam estar aos comandos do Mercedes-AMG GT4 da equipa Lema Racing na categoria GT4 Bronze. Nuno Pires e Elias Niskanen juntaram-se no outro Mercedes-AMG GT4 da equipa. 
A equipa Speedy Motorsport, com sede na Maia, confirmou a entrada no Campeonato de Portugal de Velocidade e no Iberian Supercars Endurance com a primeira unidade do BMW M4 GT4 a chegar em Portugal. José Carlos Pires e Francisco Abreu foram os escolhidos para conduzir a viatura. A equipa com sede na Maia ainda inscreveu na categoria GTC um segundo carro, primeiro um Porsche Cayman e depois um McLaren 570S GT4, nas três provas coincidentes com o Iberian Supercars para os irmãos gémeos Miguel e André Nabais. O gaiense Bruno Pires foi incumbido de estrear o Porsche 718 Cayman GT4 RS CS  na última prova do ano, tendo assegurado o segundo lugar da GT4 Bronze na primeira corrida.
Orlando Batina, com a assistência da Bastos Sport, comprou um BMW M4 GT4 (F82). Sérgio Azevedo juntou-se a Orlando Batina como seu companheiro de equipa, tendo a equipa vencido à geral a última corrida da temporada, no Autódromo do Estoril.
Nuno Batista e Francisco Carvalho voltaram a abraçar um projecto em conjunto, desta vez para conduzir um McLaren 570S GT4 preparado pela Araújo Competição. Em parceria com a Aston Martin Lisboa, a equipa ainda preparou um Aston Martin AMR GT4 para Álvaro Ramos e Fernando Soares.
A Racar Motorsport fez a sua estreia na competição com a dupla Manuel Gião, campeão de 2022, e Carlos Vieira, um ex-campeão nacional de ralis e um Mercedes-AMG GT4. A dupla teve algumas dificuldades no início do ano e venceu a classe GT4 PRO em Vila Real. Carlos Vieira abandonou a equipa após essa prova e no seu lugar entrou o jovem brasileiro Roberto Faria.
O jovem de Cascais Tomás Pinto Abreu confirmou a presença num Ginetta G50 GTC da equipa inglesa Tockwith Motorsport, fazendo equipa com o inglês Simon Moore, mas faltou à prova de Vila Real, cedendo o volante na prova transmontana a Nuno Quintanilha. A equipa inglesa ainda inscreveu um segundo G50 GTC para Steve Kirton e Jonathan Elsworth, inscrito na divisão GTX, e um Ginetta G55 GT4, inscrito na GT4 PRO, para a dupla lusa Fábio Mota/Bruno Pires. A formação da família Moore também colocou em pista um Porsche para os ingleses Dave Benett e Marcus Fothergill.
Alvaro Fontes e Mirco van Nostrum anunciaram a sua presença aos comandos de um Porsche 991.1 Cup da equipa espanhola Escudería Faraón, um carro que só apareceu na prova de abertura em Portimão, tendo abandonado após os treinos-livres. 
Já Autoworks Motorsport inscreveu um BMW 240i Racing para os espanhóis Héctor Hernández e Borja Hormigos.
A formação espanhola NM Racing Team inscreveu dois Mercedes-AMG GT4; um para Gilles Vannelet, que apenas fez a primeira prova do ano, e Guillermo Aso, inscrito na divisão GT4 Pro, e outro para Alberto de Martín e Nil Monserrat, GT4 Bronze.
A SMC Motorsport inscreveu dois McLaren 570S GT4, um GT4 Bronze para Alfonso Colomina e um GT4 Pro para Andrius Zemaitis e Alejandro Geppert. Na prova de Jarama, a SMC Motorsport estreou o seu McLaren Artura, mas o carro apenas andou nos treinos-livres. O jovem espanhol Tomás Pinto, terceiro classificado em 2022 na categoria GT4 Pro, foi o piloto incumbido de rodar com o Artura durante os treinos-livres, realizando o terceiro tempo da sessão 
A Federação Portuguesa de Automobilismo e Karting decidiu ajudar ao desenvolvimento de novos talentos portugueses, inscrevendo três Ginetta G40 GT5 para seis pilotos que deram mostras de potencial no karting, na velocidade e no ralicross. Depois de um apurado processo de seleção, Duarte Camelo, 16 anos, Duarte Pinto Coelho, 17, Gabriel Caçoilo, 19, Henrique Cruz, 17, Lourenço Monteiro, 20, e Mariana Machada, 18, foram os escolhidos para defender as cores da FPAK Junior Team na mais importante competição de pista de Portugal. Na prova de Vila Real, que não fez parte do programa FPAK Junior Team, dois destes Ginetta G40 GT5 foram conduzidos por outros pilotos: André Monteiro/António Veloso e Samuel Moura Teixeira/Manuel Moura Teixeira.
Devido às limitações do fornecimento de pneus da Hankook, a Pirelli passou a ser o fornecedor exclusivo de pneus do campeonato.
As oito corridas que perfizeram o calendário de 2023 tiveram transmissão no canal desportivo A BOLA TV.

## Resumo da Temporada de 2023[26]
Em 2023, o Campeonato de Portugal de Velocidade afirmou-se nas pistas portuguesas, experimentando um crescimento notável e despertando o interesse crescente de pilotos e equipes tanto na competição nacional quanto na competição irmã Iberian Supercars Endurance.
Com uma grade diversificada de carros e batalhas intensas nas pistas, o Autódromo do Estoril atraiu uma grande audiência para testemunhar o emocionante encerramento do Campeonato Nacional de Velocidade e do Iberian Supercar Endurance. Os títulos foram disputados e conquistados, permitindo que pilotos e suas equipes celebrassem em grande estilo.
Na categoria GT4 Pro, a dupla composta por José Carlos Pires e Francisco Abreu, representando a Speedy Motorsport, sagrou-se campeã nacional e ibérica após uma emocionante disputa com Elias Niskanen / Nuno Pires (Lema Racing). O duelo entre o BMW M4 GT4 (G82) e o Mercedes-AMG GT4 durou até à última volta.
Na categoria GT4 Bronze, Patrick Cunha e Jorge Rodrigues, no Audi R8 LMS GT4 da Veloso Motorsport, conquistaram os títulos nacional e ibérico, marcando uma temporada excepcional para essa talentosa dupla de pilotos e sua equipe.
No cenário dos Turismos, os títulos nacionais e ibéricos foram para as mãos de Daniel Teixeira, num Cupra TCR da JT59 Racing Team, destacando mais uma excelente temporada do piloto transmontano, que também garantiu o título nacional na divisão TCR. Na Divisão TC, a dupla espanhola Borja Hormigos / Héctor Hernández, num BMW assistido pela Autoworks Motorsport, levou para Espanha os títulos português e ibéricos.
Álvaro Ramos e Fernando Soares, ao volante de um Aston Martin Vantage AMR GT4, assistido pela Araújo Competição, triunfaram na corrida da categoria GTX, festejaram os títulos da sua divisão e da categoria GTC em ambos os campeonatos, apesar de Fernando Soares não ter celebrado o título português por ter estado ausente da prova de Vila Real.
Na divisão Cup, para viaturas originárias dos troféu monomarca da Porsche, os ingleses Dave Benett e Marcus Fothergill levaram a melhor com o 911.1 Cup preparado pela Tockwith Motorsport.